# Vieremä
Vieremä is een gemeente in de Finse provincie Oost-Finland en in de Finse regio Noord-Savo. De gemeente heeft een landoppervlakte van 925,28 km² en telt 3.427 inwoners (2022).